# Mięsień krzyżowo-ogonowy dogrzbietowy przyśrodkowy
Mięsień krzyżowo-ogonowy dogrzbietowy przyśrodkowy (łac. musculus sacrocaudalis dorsalis medialis) – mięsień występujący u części ssaków.
Jest to silny mięsień podłużny ogona, złożony z odcinkowo zbudowanych pęczków mięśniowych, które przebiegają między wyrostkami kolczystymi, a szczątkowymi wyrostkami suteczkowatymi. Styka się przez osłonę powięziową z mięśniem krzyżowo-ogonowym dogrzbietowym bocznym. Uważany jest za przedłużenie mięśnia wielodzielnego.
U mrównika mięsień ten jest nieregularnie ułożony.
U królika jest on słaby i wydłużony, a jego włókna dochodzić mogą do końca omyka.
U drapieżnych mięsień ten rozciąga się od wyrostka kolczystego ostatniego kręgu lędźwiowego i wyrostków kolczystych kości krzyżowej po ostatni kręg ogonowy.
U koni i przeżuwaczy mięsień ten bierze swój początek na kręgach kręgach krzyżowych i pierwszych kręgach ogonowych. Kończy się zaś, poprzez liczne ścięgna, na kręgach ogonowych środkowych i końcowych.